# 칭하이 무상사 국제협회
칭하이 무상사 국제협회는 칭하이 무상사가 창시한 신흥종교인 관음법문의 운영과 교주의 사상을 홍보하는 신흥 종교 단체이다. 러빙헛이라는 채식 식당을 세계 여러나라에서 운영한다.